# Riccardia columbica
Riccardia columbica là một loài rêu trong họ Aneuraceae. Loài này được Stephani Hässel de Menéndez mô tả khoa học đầu tiên năm 1979.